# Nabateus

Mapa do Império Romano durante o reinado de Adriano (117-138 d.C.), mostrando a localização dos Arabes Nabataei nas regiões desérticas em torno da província romana da Arábia Pétrea.

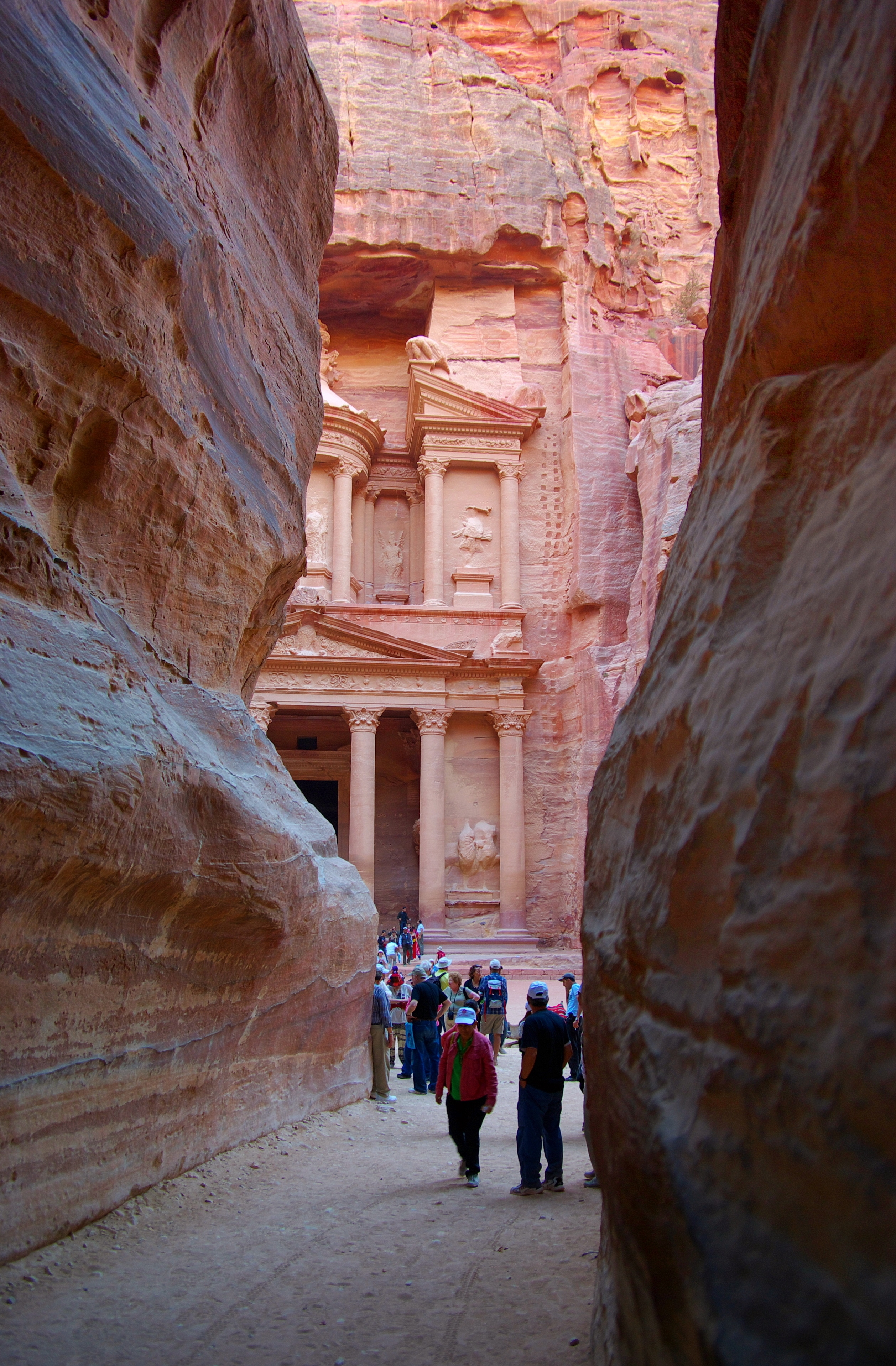
Al Khazneh, Petra (capital nabateia).

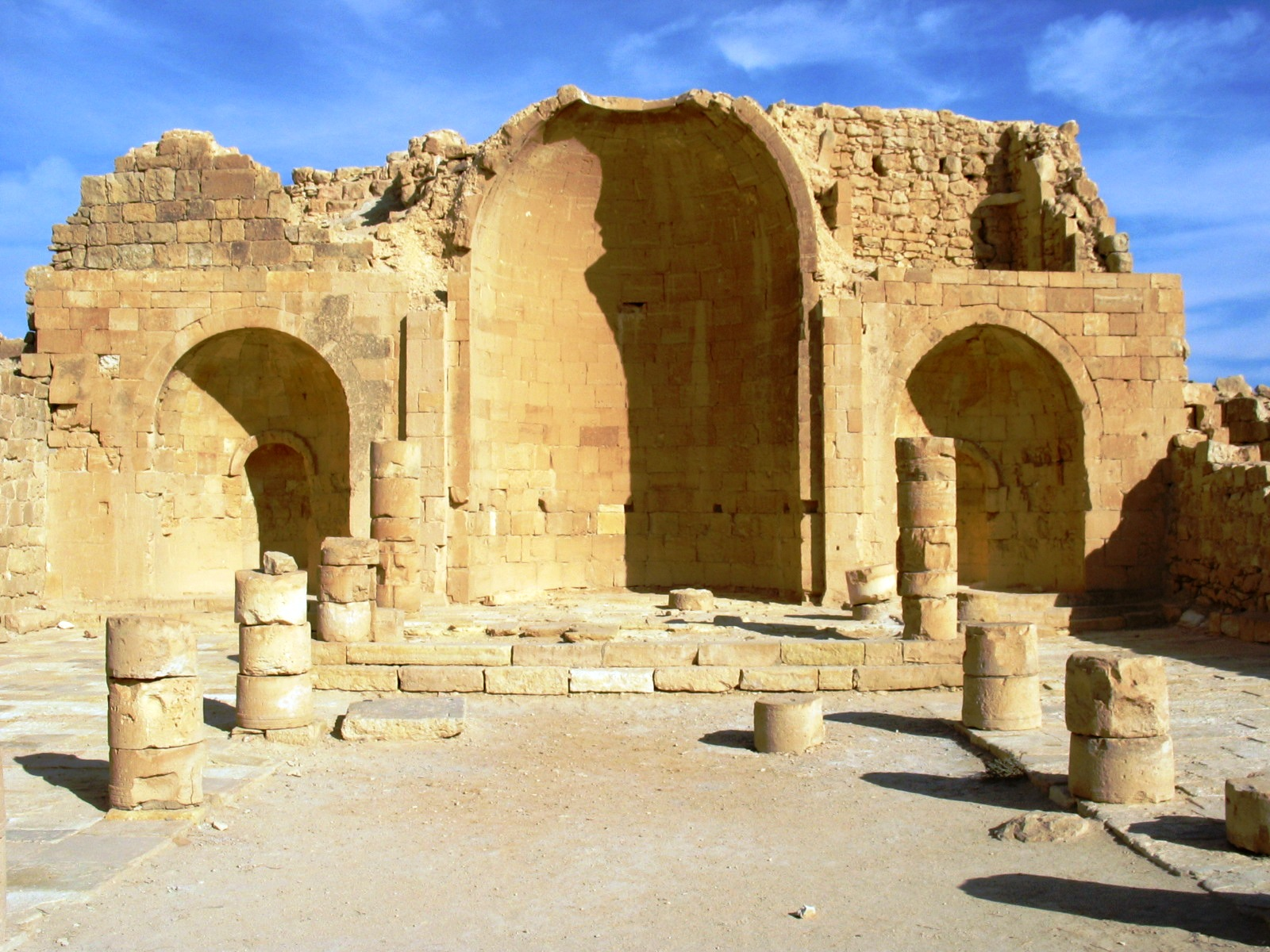
Shivta, Israel.

Os nabateus (em árabe: الأنباط al-ʾAnbāṭ) foram um antigo povo semítico, ancestrais dos árabes, que habitavam a região norte da Arábia, o sul da Jordânia e Canaã, em especial os diversos povoados situados em torno dos oásis na região fronteiriça entre a Síria e a Arábia, do Eufrates ao mar Vermelho. Constituíam uma rede comercial com alguma administração central; a agricultura era praticada intensivamente em certas áreas limitadas, e nas rotas que as conectavam, apesar de não terem fronteiras definidas nos desertos que as cercavam. O imperador romano Trajano conquistou o Reino Nabateu, anexando-o ao Império Romano, onde a cultura particular dos nabateus, facilmente identificada pela sua refinada e característica pintura em cerâmica, acabou por se dispersar em meio à cultura greco-romana, terminando por se perder.

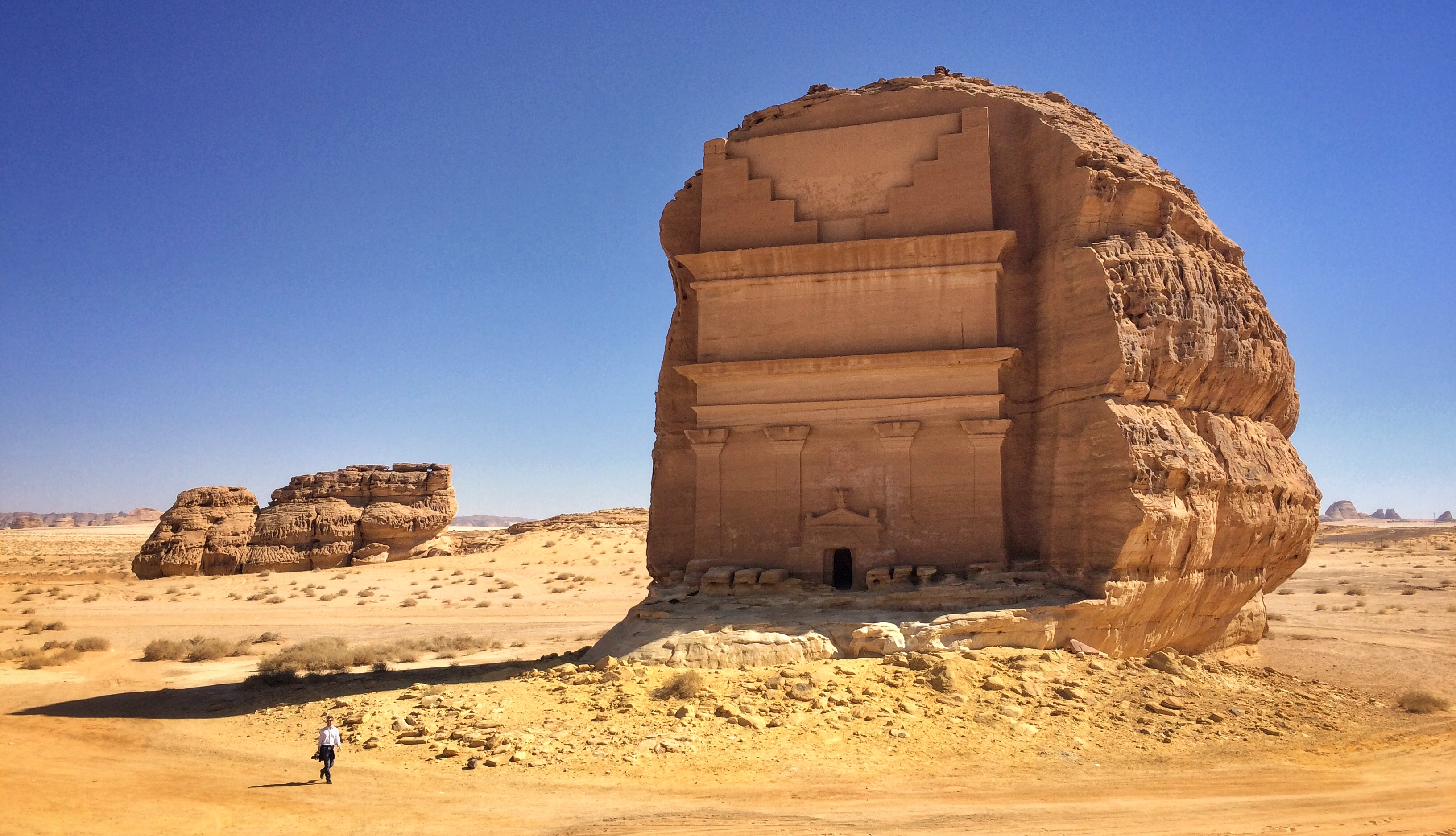
Qaṣr al-Farīd, a maior tumba de Mada'in Salih (Hegra), Arábia Saudita

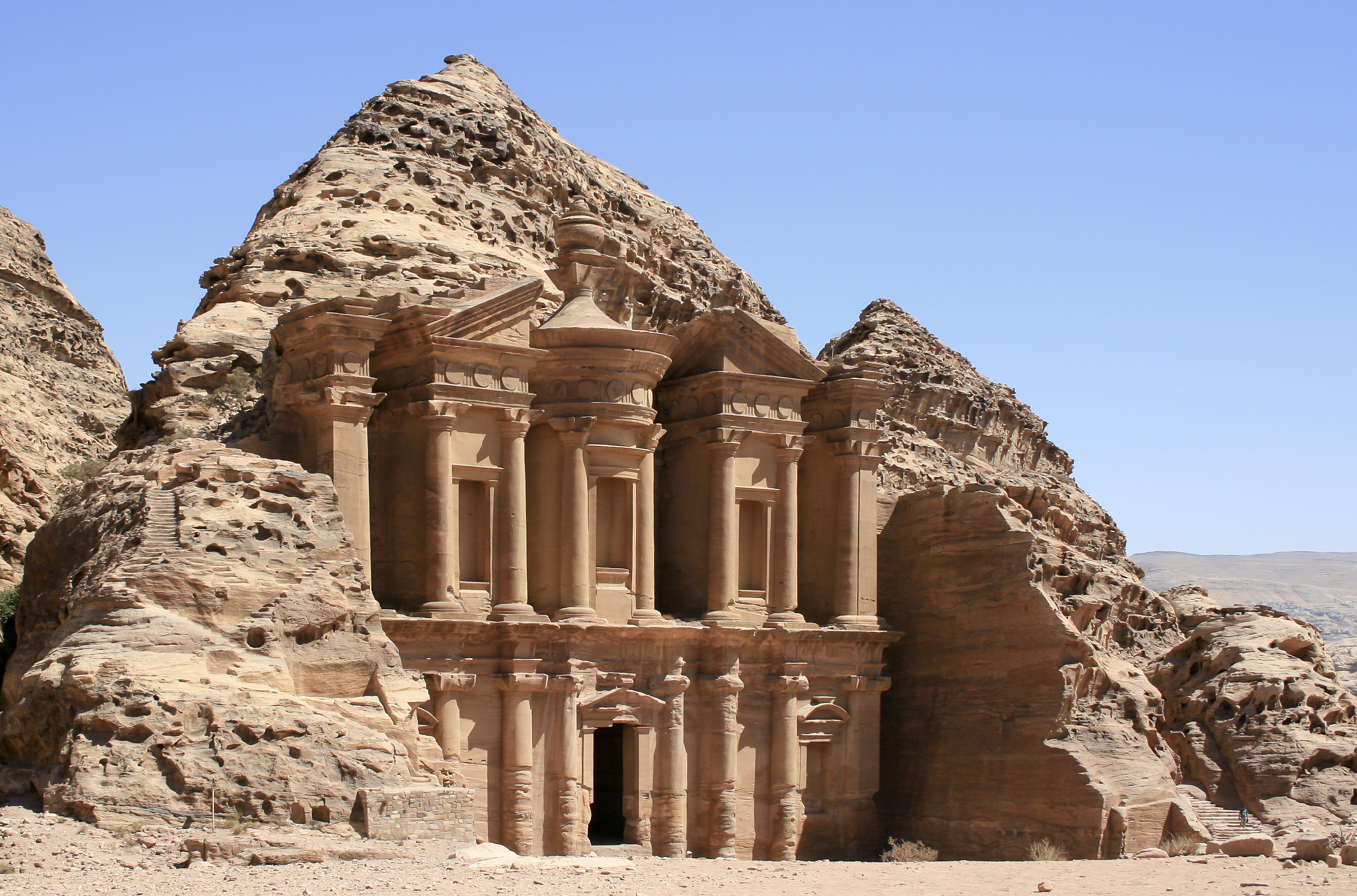
Ad-Deir (o Mosteiro) em Petra

## História
Os nabateus foram um povo árabe semita que emergiu no período entre os séculos VI a.C. e I d.C., estabelecendo-se inicialmente na região do deserto de Petra, na atual Jordânia. Eles são tradicionalmente vistos como descendentes de Ismael, o filho de Abraão, o que os liga à grande árvore genealógica dos povos árabes. Embora sua origem exata seja incerta, sua cultura era fortemente marcada por suas raízes nômades e seu envolvimento com o comércio, principalmente com especiarias e incensos, o que lhes garantiu uma posição estratégica nas rotas comerciais da Antiguidade, ligando o Império Romano ao mundo árabe e asiático.
A cidade de Petra, a capital dos nabateus, tornou-se um centro comercial florescente e um importante ponto de passagem para mercadores de diversas partes do mundo antigo. Os nabateus eram conhecidos por suas habilidades em engenharia, construindo sistemas de água complexos, templos e túmulos escavados nas rochas. Seu império se estendia desde o sul da Síria até o norte da Arábia, incluindo partes do deserto da Jordânia e o Negev, e eles conseguiram manter sua independência por séculos, apesar da crescente influência romana na região.
Com o tempo, a ascensão do Império Romano e a crescente pressão das potências vizinhas levaram os nabateus a se submeterem ao domínio romano em 106 d.C., após a anexação de Petra por Trajano. Apesar disso, a cultura nabateia continuou a influenciar a região e seu legado perdura até hoje, especialmente através da arquitetura de Petra, que ainda é uma das maiores maravilhas arqueológicas do mundo. Sua língua, o aramaico nabateu, também sobreviveu por um tempo e deixou vestígios na escrita e nas tradições da região.